# Banu Amrus
De Banu Amrus was een Muladi dynastie in het gebied van de Neder Mark in het noordoosten van Spanje. Banu Amrus waren afstammelingen van Amrus ibn Yussuf, een neef van Shabrit, de stichter van de Banu Shabrit-dynastie.

## Geschiedenis
Yussuf liet drie zonen achter, Omar, Yussuf en Zakariyya; de eerste en derde hadden elk twee kinderen. Eén van deze zonen, Amrus ibn Omar ibn Amrus, kwam in 870 in opstand in de stad Huesca en zette zijn neef Lubb ibn Zakariyya ibn Amrus gevangen, waarbij hij de amil Mussa ibn Gali doodde en een bondgenootschap sloot met de oom van vaderskant van de amil, García Íñiguez van Navarra; maar kort daarna moest hij zich onderwerpen aan het Emiraat Córdoba en werd hij benoemd tot gouverneur van de regio Toledo. Tegelijkertijd waren ook zijn broer Zakariyya ibn Omar, zijn oom Zakariyya ibn Amrus en de zoon van deze Omar ibn Zakariyya actief. Massud ibn Amrus, zoon van Amrus ibn Omar, was de laatste van de familie en stierf in 884 door toedoen van zijn familielid Mohammad at-Tawil, uit de familietak van Banu Shabrit. Mohammed was de opvolger van de familie Banu Shabrit, maar de grondlegger van het deel van de familie dat bekend staat als Banu t-Tawil en dat voornamelijk regeerde in Huesca en Barbastro.